# Acadian (samochód)
Acadian – samochód osobowy klasy średniej produkowany pod kanadyjską marką Acadian w latach 1962 – 1971.

## Historia i opis modelu

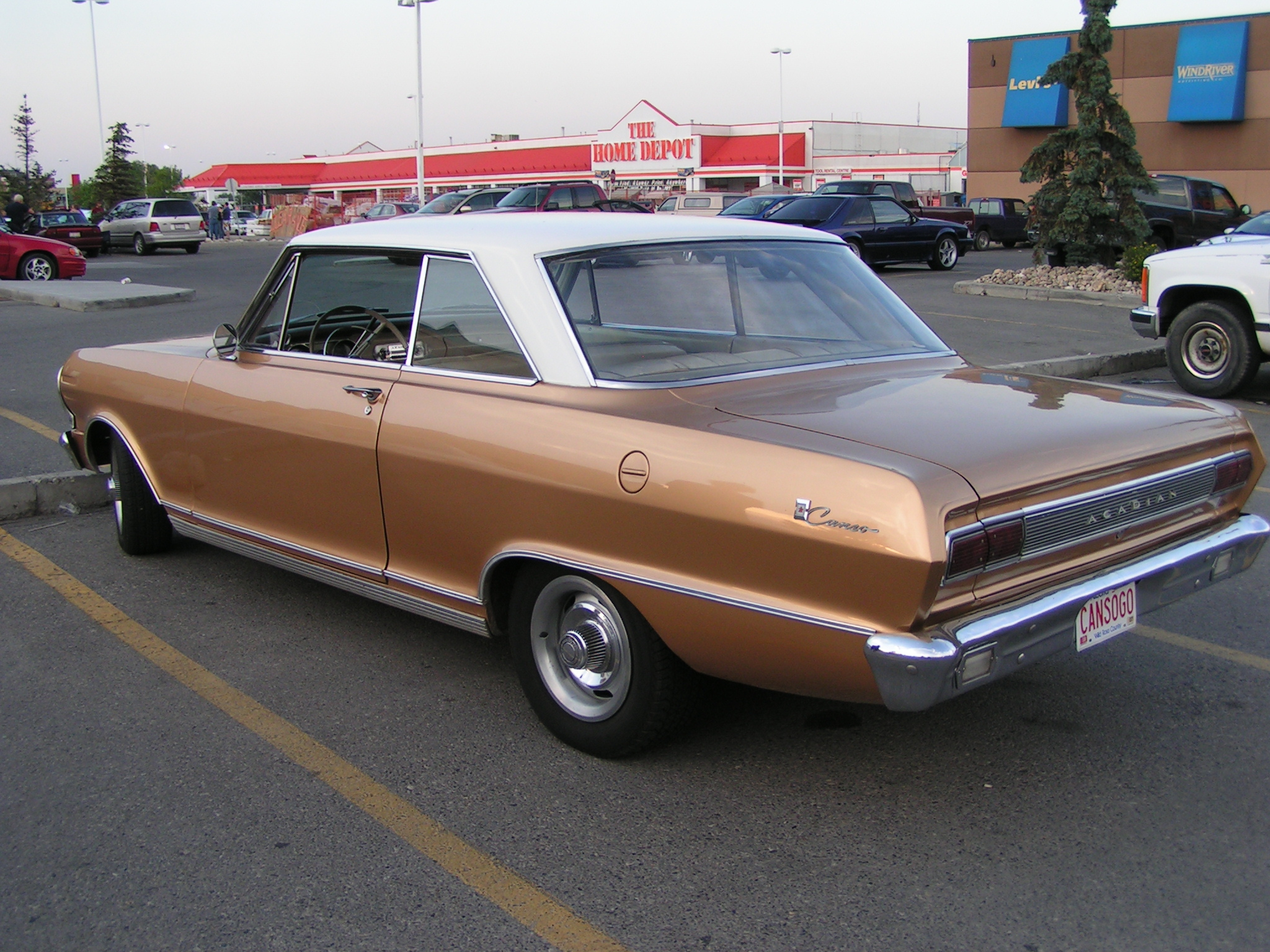
Acadian Canso - tył

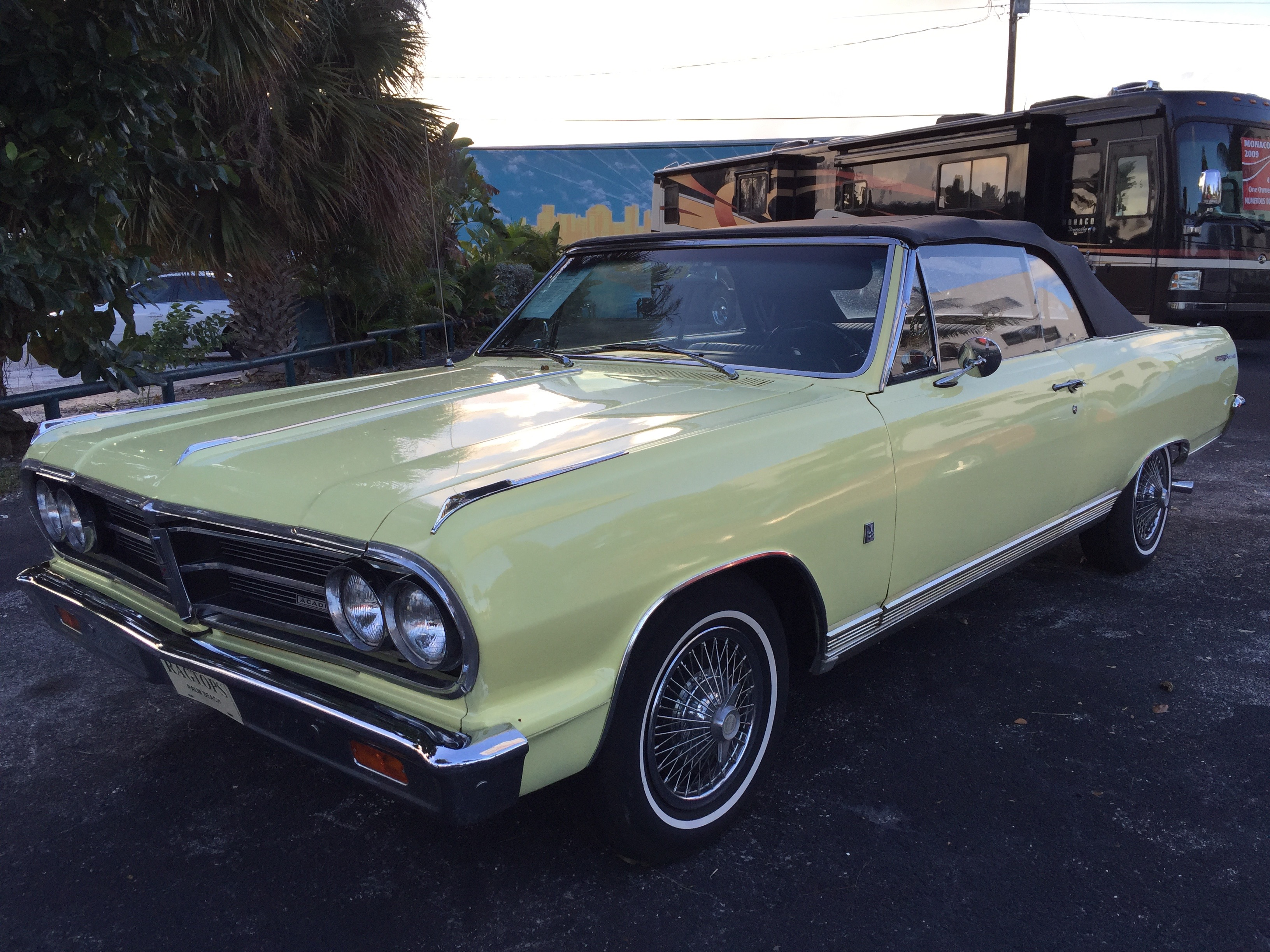
Acadian Beaumont Cabriolet

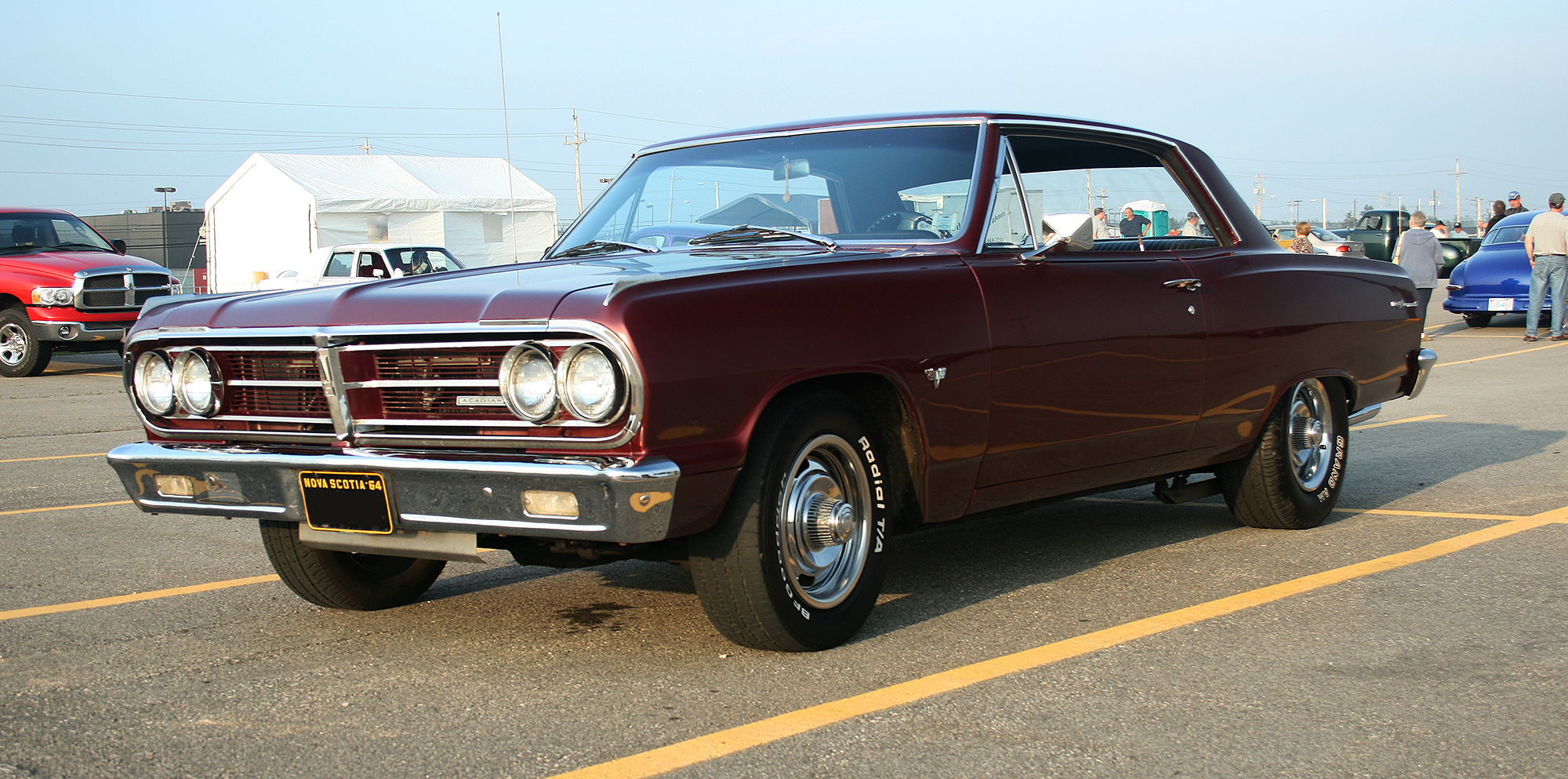
Acadian Invader Coupe

Po tym, jak na początku lat 60. XX wieku kanadyjski oddział General Motors wprowadziło na rynek markę Acadian, jej jedynym modelem stała się linia oferowana pod trzema nazwami w zależności od poziomu wyposażenia.
Acadian był bliźniaczą konstrukcją wobec Chevroleta Chevelle, charakteryzując się minimalnymi różnicami wizualnymi, ograniczającymi się głównie do przestylizowanych reflektorów i innych oznaczeń producenta.

### Warianty
W ciągu trwającej 9 lat produkcji Acadiana, samochód oferowany był pod trzema różnymi nazwami. 
Podstawowy i zarazem najtańszy wariant nosił nazwę Acadian Invader, model pośredni charakteryzujący się bogatszym wyposażeniem i liczniejszymi chromowanymi ozdobnikami otrzymał nazwę Acadian Canso, z kolei topowy model z bogatszym wyposażeniem otrzymał nazwę Acadian Beaumont.
W 1966 roku sytuacja uległa zmianie  - model Acadian Beaumont stał się produktem nowej, oddzielnej marki Beaumont, przez co topowym wariantem stał się model Canso aż do końca produkcji Acadiana i wycofania z rynku tej marki w 1971 roku.

### Silniki
- L6 2.0l
- V8 2.8l
- V8 3.2l